# Gizem Özer
Gizem Özer (* 9. April 2001 in Elazığ) ist eine türkische Boxerin.

## Karriere
Özer begann 2017 mit dem Boxsport und trainiert in der Boxabteilung von Elaziz Belediyespor.
Sie wurde 2021 Türkische Meisterin, gewann 2022 eine Bronzemedaille bei den Mittelmeerspielen in Oran sowie die Silbermedaille bei der U22-Europameisterschaft in Poreč und erreichte jeweils einen neunten Platz bei der Europameisterschaft in Budva und der Weltmeisterschaft in Istanbul.
2023 wurde sie erneut Türkische Meisterin und gewann eine Bronzemedaille bei den Europaspielen in Krakau, womit sie sich zur Teilnahme an den Olympischen Spielen 2024 in Paris qualifizierte. Bei den Olympischen Spielen verlor sie im ersten Kampf gegen die Italienerin Alessia Mesiano.
Bei der Weltmeisterschaft 2025 in Niš erreichte sie einen 5. Platz im Leichtgewicht.